# Bungoma
Bungoma és una ciutat en la província de l'oest de Kenya. La ciutat de Bungoma va ser establerta com un centre que negociava en el vintè segle primerenc. La ciutat de Bungoma té una població de 44.196 (cens del 1999). Les activitats econòmiques principals de la ciutat són el conreu d'aliments i els beneficis del negoci del ferrocarril Kenya-Uganda que passa per la ciutat. Els centres industrials es troben a Nzoia i Webuye.